# Spektakle Teatru Telewizji – lata 20. XXI wieku
Lista spektakli Teatru Telewizji, które miały lub będą mieć swoją emisję w latach 2020-2029.
b/d – brak danych
| Autor tekstu oryginalnego | Tytuł | Reżyseria | Data i czas emisji spektaklu | W rolach głównych |
| ------------------------- | ----- | --------- | ---------------------------- | ----------------- |

| Autor tekstu oryginalnego | Tytuł | Reżyseria | Data i czas emisji spektaklu | W rolach głównych |
| ------------------------- | ----- | --------- | ---------------------------- | ----------------- |

| Autor tekstu oryginalnego | Tytuł | Reżyseria | Data i czas emisji spektaklu | W rolach głównych |
| ------------------------- | ----- | --------- | ---------------------------- | ----------------- |

| Autor tekstu oryginalnego | Tytuł | Reżyseria | Data i czas emisji spektaklu | W rolach głównych |
| ------------------------- | ----- | --------- | ---------------------------- | ----------------- |

| Autor tekstu oryginalnego | Tytuł | Reżyseria | Data i czas emisji spektaklu | W rolach głównych |
| ------------------------- | ----- | --------- | ---------------------------- | ----------------- |

| Autor tekstu oryginalnego | Tytuł              | Reżyseria        | Data i czas emisji spektaklu | W rolach głównych |
| ------------------------- | ------------------ | ---------------- | ---------------------------- | ----------------- |
|                           | Mianujom mie Hanka | Mirosław Neinert | 2025-01-27 67 min.           | Grażyna Bułka     |